# Cerro del Vigía de Abajo
Cerro del Vigía de Abajo är en ort i Mexiko.   Den ligger i kommunen Santiago Tuxtla och delstaten Veracruz, i den sydöstra delen av landet, 400 km öster om huvudstaden Mexico City. Cerro del Vigía de Abajo ligger 265 meter över havet och antalet invånare är 282.
Terrängen runt Cerro del Vigía de Abajo är kuperad åt nordväst, men åt sydost är den platt. Runt Cerro del Vigía de Abajo är det ganska tätbefolkat, med 139 invånare per kvadratkilometer. Närmaste större samhälle är San Andres Tuxtla, 11,9 km öster om Cerro del Vigía de Abajo. Omgivningarna runt Cerro del Vigía de Abajo är en mosaik av jordbruksmark och naturlig växtlighet.